# Нічний вуж комірцевий
Нічний вуж комірцевий (Hypsiglena torquata) — отруйна змія з роду Нічний вуж родини Вужеві. Має 2 підвиди.

## Опис
Загальна довжина сягає 60—66 см. Голова пласка, трохи трикутна. Очі маленькі з вертикальними зіницями. Тулуб тонкий з гладенькою лускою. Забарвлення світло-коричневе або сіре з низкою темних плям уздовж спини. Присутня велика темна пляма відразу позаду голови, іноді вона розділена навпіл на 2 подовжені плями.

## Спосіб життя
Полюбляє ліси, луки, пустелі. Активний уночі. Харчується амфібіями, дрібними ящірками та дрібними ссавцями.
Отрута не становить загрози для життя людини.
Це яйцекладна змія. Парування починається навесні. Самиці відкладають 2—9 яєць. Через 2 місяці з'являються молоді вужата.
Тривалість життя 12 років.

## Розповсюдження
Мешкає на заході Мексики.

## Підвиди
- Hypsiglena torquata torquata
- Hypsiglena torquata tortugensis